# Grande Andaman
Grande Andaman est le principal archipel des îles Andaman, en Inde.
L'archipel est composé, du Nord au Sud, de cinq îles principales :
- Andaman du Nord
- Andaman du Centre
- Andaman du Sud
- Baratang
- Île Rutland

Les trois îles les plus au Nord sont les plus grandes et la capitale de la région, Port Blair, est également située dans l'archipel, sur l'île d'Andaman du Sud.
La passe Duncan sépare la Grande Andaman de la Petite Andaman.